# MTV Europe Music Awards 2004
Gli MTV Europe Music Awards 2004 sono stati trasmessi da Roma, Italia il 18 novembre 2004 in diretta dall'Ippodromo Tor di Valle e simultaneamente dal Colosseo. È stata l'11 edizione della omonima premiazione e fu condotta dal rapper Xzibit e dall'attrice Sarah Michelle Gellar.

## Premi
I vincitori sono indicati in grassetto.

### Miglior gruppo
- Maroon 5
- Beastie Boys
- Black Eyed Peas
- D12
- Outkast

### Miglior canzone
- Maroon 5 - This Love
- Anastacia - Left Outside Alone
- Britney Spears - Toxic
- Outkast - Hey Ya!
- Usher feat Ludacris - Yeah!

### Miglior artista femminile
- Britney Spears
- Anastacia
- Avril Lavigne
- Beyoncé
- Alicia Keys

### Miglior artista maschile
- Jay-Z
- Justin Timberlake
- Nelly
- Usher
- Robbie Williams

### Miglior artista Hip-Hop
- Beastie Boys
- Jay-Z
- D12
- Kanye West
- Nelly

### Miglior artista emergente
- Franz Ferdinand
- Maroon 5
- Jamelia
- Keane
- The Rasmus

### Miglior artista R&B
- Alicia Keys
- Beyoncé
- Kelis
- OutKast
- Usher

### Miglior album
- Beyoncé - Dangerously in Love
- Usher - Confessions
- Black Eyed Peas - Elephunk
- Dido - Life for Rent
- Outkast - Speakerboxxx/The Love Below

### Miglior artista Alternative
- Franz Ferdinand
- Björk
- The Hives
- The Prodigy
- Muse

### Miglior artista Rock
- Linkin Park
- The Darkness
- Good Charlotte
- Green Day
- Red Hot Chili Peppers

### Miglior artista Pop
- Black Eyed Peas
- Anastacia
- Avril Lavigne
- Britney Spears
- Robbie Williams

### Miglior video
- The Cure - The End of the World
- Jay-Z - 99 Problems
- The Streets - Fit But You Know It
- Outkast - Hey Ya!
- The White Stripes - The Hardest Button to Button

## Premi regionali

### Miglior artista UK & Irlanda
- Muse
- Franz Ferdinand
- Natasha Bedingfield
- Jamelia
- The Streets

### Miglior artista nordico
- Saybia
- Maria Mena
- The Hives
- Sondre Lerche
- Sahara Hotnights

### Miglior artista polacco
- Ania Dabrowska
- Sistars
- Reni Jusis
- Sidney Polak
- Trzeci Wymiar

### Miglior artista portoghese
- Gomo
- Clã
- Mesa
- Da Weasel
- Toranja

### Miglior artista italiano
- Tiziano Ferro
- Articolo 31
- Caparezza
- Elisa
- Linea 77

## Altri premi

### Free Your Mind
- La strada

## Esibizioni

### Pre Show
- Carmen Consoli
- Hoobastank — The Reason
- The Cure
- Elisa

### Esibizioni dal vivo
- Eminem — Like Toy Soldiers / Just Lose It
- Franz Ferdinand — Take Me Out
- Maroon 5 — This Love
- Usher featuring Alicia Keys — My Boo
- Beastie Boys — Ch-Check It Out
- Gwen Stefani — What You Waiting For?
- Anastacia — Left Outside Alone
- Nelly (featuring Pharrell Williams) — Flap Your Wings / Play It Off
- The Hives — Two-Timing Touch and Broken Bones
- Tiziano Ferro — Sere nere